# Stewart Township (Pennsylvanie)
Stewart Township est un township situé à l'est du comté de Fayette, en Pennsylvanie, aux États-Unis,. En 2010, il comptait une population de 731 habitants.

## Démographie
Lors du recensement de 2010, le township comptait une population de 731 habitants. Elle est estimée, en 2016, à 709 habitants.

## Patrimoine
La Maison sur la cascade édifiée entre 1935 et 1939 par l'architecte Frank Lloyd Wright est située sur le territoire du township.

### Source de la traduction
- (en) Cet article est partiellement ou en totalité issu de l’article de Wikipédia en anglais intitulé « Stewart Township, Fayette County, Pennsylvania » (voir la liste des auteurs).